# Palazzo Spartaco Conti
Il Palazzo Spartaco Conti, intitolato ad un politico antifascista e sindaco della città dal 1946 al 1956, si trova nel centro storico di Campi Bisenzio, accanto alla pieve di Santo Stefano. 

## Storia e descrizione
L'elegante edificio, recentemente restaurato, conserva diversi stemmi (copie; gli originali sono stati ricollocati nel Palazzo Comunale) dei vari podestà che vi soggiornarono, tra i quali Francesco Ferrucci (Podestà di Campi nel 1523) ed è sormontato da un orologio a vela con una piccola campana, rimesso in funzione da qualche anno. Fino al 1939 il palazzo ospitava anche un affresco trecentesco, anch'esso poi spostato nel nuovo municipio.
Di origine trecentesca, il palazzo nacque come sede del Podestà e fu poi anche sede di un ospedale, smantellato nel XVIII secolo ed infine del municipio. Nel 1939, essendo divenuto troppo piccolo il palazzo per ospitare gli uffici comunali ed andato fallito un tentativo di ingrandimento (il Pievano si rifiutò di vendere il chiostro della Pieve) fu stabilito il trasferimento del municipio nel Palazzo Benini, che fino a pochi anni prima aveva ospitato le scuole comunali.
Il palazzo fu allora ceduto alla Gioventù italiana del littorio; nel dopoguerra fu sede della Democrazia Cristiana locale e di una farmacia. Dal 1977 al 1998 fu sede della Biblioteca Comunale; oggi ospita alcuni uffici municipali.